# Луняк Євген Миколайович
Луняк Євген Миколайович (нар. 4 червня 1977, Кам'янське Дніпропетровської області — український науковець, історик, доктор історичних наук (2013), завідувач кафедри історії України Ніжинського державного університету імені Гоголя, професор. Дослдіник українсько-французьких історичних зв'язків. Учасник російсько-української війни у складі танкових військ Збройних Сил України.

## Життєпис
Євген Луняк народився 1977 року у місті Кам'янське на Січеславщині. Навчався у Дніпропетровському державному університеті імені Олеся Гончара, який закінчив 1999.
2001 переїхав на Гетьманщину, до міста Ніжин Чернігівської області, де почав працювати асистентом, а з 2004 року — доцентом кафедри історії України Ніжинського державного університету імені Миколи Гоголя. У 2009—2012 роках навчався у докторантурі Київського національного університету імені Тараса Шевченка. Нині працює завідувачем кафедри історії України, професором Ніжинського університету.

## Наукова діяльність
Євген Луняк у 2003 році у Дніпропетровському національному університеті захистив кандидатську дисертацію за спеціальністю «Історичні науки» (07.00.06 — Історіографія, джерелознавство та спеціальні історичні дисципліни) на тему «Кирило-Мефодіївське товариство в історичних дослідженнях другої половини XIX—XX ст.». Через десять років він став доктором історичних наук за тієї ж спеціальністю, захистивши у Київському національному університеті імені Тараса Шевченка дисертацію на тему «Козацька Україна XVI — XVIII ст. у французьких історичних дослідженнях».
Керівник Ніжинського регіонального відділення Науково-дослідного інституту козацтва
Член редакційної колегії журналу «Сіверянський літопис»

### Наукові інтереси
- історіографія та джерелознавство,
- історичні студії періоду Війська Запорозького Городового,
- історичні взаємини України та Франції.

### Наукові праці
Євген Луняк — автор близько 150 наукових праць. Чимало з них присвячені відомим вченим-історикам, серед яких — «З плеяди творців нації: Мішле, Костомаров, Грушевський. Видатні історики в романтичних життєписах» (Ніжин, 2010), «Вивчення життя та наукової спадщини Михайла Грушевського у Франції» (Київ, 2012).
- Минуле України в романтичних історіях — Ніжин: Milanik, 2007. 327 с. ISBN 978-966-96794-2-0
- Минувшина України в романтичних історіях. — Київ: Книга, 2010. 708 с. — отримала приз «Нестор-літописець» на XIV Київському міжнародному книжковому ярмарку.
- Історія України: Тести. 6-11 класи. — Київ, 2011 (у співавторстві).
- Козацька Україна XVI—XVIII ст. у французьких історичних дослідженнях. — Київ-Ніжин: Видавець ПП Лисенко М. М., 2012. — 808 с.;
- Анна Руська королева Франції. — Київ: Книга, 2012. 208 с. — відзначена як «Книжка року, 2013». Номінація «Минувшина».
- Юрій Хмельницький у свідченнях французьких дипломатів другої половини XVII ст. // Український історичний журнал. 2012. № 1;
- Козацька Україна XVI—XVIII ст.: очима французьких сучасників. — Ніжин: НДУ ім. М. Гоголя, 2013. — 504 с.
- Криваве Різдво Салтикової Дівиці. — Ніжин: НДУ ім. М. Гоголя, 2013. 72 с.
- Видатні росіяни в історії України. — Київ: Кондор, 2013. 256 с. (у співавторстві з Муніним Г. Б.) — монографія посіла третє місце у номінації «Співдружність» ювілейного X Міжнародного конкурсу країн-учасниць СНД «Мистецтво книги», що проходив 23-24 травня 2014 р. у Мінську.

## Громадська позиція
У жовтні 2014 році Євген Луняк добровольцем пішов у горнило бойових дій — він у складі танкової дивізії, від якої залежало життя захисників Донецького аеропорту, брав участь у антитерористичній операції на Сході України.
У липні 2015 року став засновником громадської організації Ніжинська спілка ветеранів АТО.
У жовтні 2015 році на місцевих виборах балотувався до Чернігівської обласної ради 7-го скликання від партії «Громадянська позиція».
8 серпня 2018 року обраний членом виконавчого комітету Ніжинської міської ради.

## Нагороди
- Нагрудний знак міністерства освіти і науки України «Відмінник освіти» (2020)
- стипендіат Кабінету Міністрів України;
- Почесна грамота Міністерства освіти і науки України[5].